# Кіска-Єлга (Туймазинський район)
Кіска́-Єлга́ (рос. Киска-Елга, башк. Ҡыҫҡайылға) — присілок у складі Туймазинського району Башкортостану, Росія. Входить до складу Татар-Улкановської сільської ради.
Населення — 71 особа (2010; 57 у 2002).
Національний склад:
- башкири — 72 %